# 신아람
신아람(1986년 9월 23일~)은 대한민국의 펜싱 선수, 지도자로 주 종목은 에페이다. 2012년 하계 올림픽과 2016년 하계 올림픽에 대한민국 국가대표로 참가했으며 세계 선수권 대회에서 은메달 1개, 동메달 1개를 획득했다.
현역 은퇴 후 펜싱 지도자와 펜싱 해설자로 활동하고 있으며 2021년에 열린 도쿄 올림픽 당시 KBS의 해설위원을 맡았다.

## 2012년 하계 올림픽 이전
신아람은 14살 때 펜싱에 입문했다. 중학교 시절에는 평범한 선수였으나, 고등학교 2학년 당시 처음 출전한 세계 선수권 대회에서 우승을 거두었다.
2006년 아시안 게임에서는 개인전에서 동메달, 단체전에서 은메달을 획득하였다. 2008년 하계 올림픽 출전에 실패하였으나, 2009년부터 랭킹이 상승하기 시작한 그녀는 정효정과 함께 파리에서 열린 2010년 FIE 펜싱 세계선수권에서 단체전 동메달을 획득하였다. 단체전 3-4위전의 상대는 중국이었는데 대한민국 여자 에페 국가대표팀은 이 경기에서 리드를 끝까지 사수하였다.

## 2012년 하계 올림픽

### 여자 에페 개인전
2012년 7월 30일, 여자 에페 개인전에서 신아람은 32강에서 캐나다의 셰레인 샬름, 16강에서 독일의 모니카 조찬스카, 8강에서 루마니아의 안카 머로이우를 차례로 격파하고 파이널 피스트에서 진행되는 준결승전에 진출하였다. 영국 엑셀 런던 사우스 아레나에서 독일의 브리타 하이데만과 에페 개인전 준결승에서 연장 종료 1초를 남겨둔 상황에서 세 번의 공격이 진행되는 동안 신아람의 시간은 흐르지 않았다. 비디오 판독 결과 1초가 넘는 시간이 지났지만 세 차례 경기가 재개되고 마지막 하이데만의 공격이 적중될 때까지 계속 1초라는 시간 안에 머물면서 논란이 났다. 하지만 심판진은 1초 오심의 대한 판정 번복을 하지 않았고 끝내 결승 진출이 좌절되었다. 그리고 바로 치러진 3·4위전에서는 오심으로 인한 패배의 충격으로 제대로 경기를 치르지 못하면서 결국 4위에 그치고 말았다. 이 논란 이 후 외신은 신아람과 하이데만의 경기를 집중적으로 보도하며 "가장 논쟁거리가 될 사건", "황당한 판정이 오점으로 남았다" 등의 평가를 내놨다. 이 사건으로 인해 한국에서는 "런던의 1초"라는 유행어가 생겼고, 또 많은 패러디로 세계에 논란을 미치고 있다. 그런데도 불구하고, IOC와 국제펜싱연맹은 정식 사과의 태도를 내세우고 있지 않다. 국제 펜싱 연맹에서는 오심의 인정 대신 신아람에게 특별상을 수상하기로 했으나, 신아람은 수상을 거절했다. 그러나 그 이후 역대 올림픽 최다 메달인 6개의 메달을 수확하는 큰 계기가 되었다.

### 여자 에페 단체전
세계 랭킹 10위의 대한민국 선수는 8강전에서 세계 랭킹 1위 루마니아를 상대하였다. 신아람은 루마니아와의 단체전 세 라운드에서 루마니아 선수 안카 머로이우, 시모나 게르만, 아나 마리아 브란저를 각각 4-3, 6-4, 5-4로 꺾고, 45-38의 승리에 큰 공을 세웠다. 이어지는 미국과의 준결승전에서도 코트니 헐리와의 1라운드를 5-4, 마야 로렌스와의 4라운드를 4-1, 수지 스캔런과의 8라운드를 5-3으로 이기며 결승전 진출을 수월하게 하였다. 준결승전 최종 스코어는 45-36으로 대한민국이 승리하였다. 중국과의 경기에서 패한 대한민국 여자 에페 국가대표팀은 은메달을 획득하였다.

## 개인사
2023년 10월 29일 변호사인 심민석(1980년~)과 결혼했다.

## 경력
- 2018년 자카르타-팔렘방아시안게임 여자펜싱 국가대표
- 2012년 지상군페스티벌 홍보대사
- 2012년 제30회 런던올림픽 여자펜싱 국가대표
- 2011년 제26회 하계 유니버시아드 대회 여자펜싱 국가대표
- 2010년 광저우아시안게임 여자펜싱 국가대표
- 2006년 도하아시안게임 여자펜싱 국가대표

## 수상
- 2018년 자카르타-팔렘방아시안게임 펜싱 여자 에페 단체전 은메달
- 2015년 전국체육대회 펜싱 개인전 금메달
- 2015년 전국체육대회 펜싱 단체전 금메달
- 2015년 헝가리 펜싱그랑프리 개인전 금메달
- 2013년 브라질 펜싱월드컵 개인전 금메달
- 2012년 런던 올림픽 여자 에페 단체전 은메달
- 2012년 아시아펜싱선수권대회 여자 에페 개인전 금메달
- 2011년 제26회 하계 유니버시아드 대회 펜싱 여자 에페 개인 동메달
- 2011년 아시아펜싱선수권대회 여자 에페 단체전 은메달
- 2010년 광저우아시안게임 펜싱 여자 에페 단체전 동메달
- 2008년 전국체육대회 펜싱 개인전 2위
- 2006년 전국체육대회 펜싱 개인전 1위
- 2006년 도하아시안게임 펜싱 여자 에페 개인전 동메달
- 2006년 도하아시안게임 펜싱 여자 에페 단체전 은메달

### 수훈
- 체육훈장 맹호장(2020년 10월 15일)

## CF
- 2013년 SK텔레콤 LTE-A

## 학력
- 1993~1999 금산동초등학교
- 1999~2002 금산여자중학교
- 2002~2005 금산여자고등학교
- 2005~2009 한국체육대학교